# ある映画監督の生涯 溝口健二の記録
『ある映画監督の生涯 溝口健二の記録』（あるえいがかんとくのしょうがい みぞぐちけんじのきろく）は、1975年（昭和50年）5月24日公開の日本のドキュメンタリー映画である。近代映画協会製作、ATG配給。監督は新藤兼人。カラー、スタンダード、132分。
新藤兼人が、師と仰ぐ亡き映画監督・溝口健二の生涯を取材した作品で、溝口の関係者39人に新藤自らインタビューを行い、ゆかりの場所も訪ね、取材を纏め上げた。また、溝口の監督作や、彼に影響を与えた作品が多数引用されている（引用された作品は、一部をのぞいて残されたスチル写真や映画脚本を資料としている）。第49回キネマ旬報ベスト・テン第1位。
クライテリオン・コレクションと日本のパイオニアLDC（現在のジェネオン・ユニバーサル・エンターテイメントジャパン）からDVDが発売された。

## スタッフ
- 製作、監督、構成、ナレーション : 新藤兼人
- 撮影 : 三宅義行
- 撮影応援 : 黒田清己、下田久
- 録音 : 菊池進平
- 編集 : 近藤光雄、藤田敬子
- 音楽 : ヴォルフガング・アマデウス・モーツァルト『ピアノ協奏曲第27番』
- 宣伝 : 花安靜香
- 経理 : 吉野三保子
- タイトル : 本多タイトル
- 製作担当 : 山本文太
- 録音所 : 東京テレビセンター
- 現像所 : 東京現像所
- 製作会社 : 近代映画協会

## 取材協力者
取材順
- 田中絹代
- 依田義賢
- 成沢昌茂
- 浦辺粂子
- 林美一
- 川口松太郎
- 中野英治
- 絲屋寿雄
- 酒井辰雄
- 荒川大
- 森赫子
- 入江たか子
- 永田雅一
- 渾大防五郎
- 内川清一郎
- 大洞元吾
- 香川京子
- 木暮実千代
- 山田五十鈴
- 三木茂
- 牛原虚彦
- 山路ふみ子
- 津村秀夫
- 京マチ子
- 伊藤大輔
- 宮川一夫
- 岡本健一
- 甲斐荘楠音
- 坂根田鶴子
- 乙羽信子
- 中村鴈治郎
- 進藤英太郎
- 柳永二郎
- 小沢栄太郎
- 増村保造
- 若尾文子
- 高津嘉之
- 安東元久
- 大野松治

## 受賞歴
- 1976年：第49回キネマ旬報ベスト・テン
  - 日本映画第1位
  - 監督賞
- 1976年：第30回毎日映画コンクール[1]監督賞

## 資料作品
溝口監督作品
- 『愛に甦る日』（1923年）
- 『813』（1923年）
- 『血と霊』（1923年）
- 『敗残の唄は悲し』（1923年）
- 『塵境』（1924年）
- 『大地は微笑む』（1925年）
- 『ふるさとの歌』（1925年）
- 『人間』（1925年）
- 『街上のスケッチ』（1925年）
- 『赫い夕陽に照らされて』（1925年）
- 『紙人形春の囁き』（1926年）
- 『狂恋の女師匠』（1926年）
- 『日本橋』（1929年）
- 『東京行進曲』（1929年）
- 『ふるさと』（1930年）
- 『唐人お吉』（1930年）
- 『都会交響楽』（1929年）
- 『しかも彼等は行く』（1931年）
- 『時の氏神』（1932年）
- 『満蒙建国の黎明』（1932年）
- 『滝の白糸』（1933年）
- 『祇園祭』（1933年）
- 『神風連』（1934年）
- 『愛憎峠』（1934年）
- 『折鶴お千』（1935年）
- 『マリヤのお雪』（1935年）
- 『虞美人草』（1935年）
- 『浪華悲歌』（1936年）
- 『祇園の姉妹』（1936年）
- 『愛怨峡』（1937年）
- 『あゝ故郷』（1938年）
- 『露営の歌』（1938年）
- 『残菊物語』（1939年）
- 『浪花女』（1940年）
- 『芸道一代男』（1941年）
- 『元禄忠臣蔵 前篇』（1941年）
- 『元禄忠臣蔵 後篇』（1942年）
- 『団十郎三代』（1944年）
- 『宮本武蔵』（1944年）
- 『名刀美女丸』（1945年）
- 『女性の勝利』（1946年）
- 『歌麿をめぐる五人の女』（1946年）
- 『女優須磨子の恋』（1947年）
- 『夜の女たち』（1948年）
- 『わが恋は燃えぬ』（1949年）
- 『雪夫人絵図』（1950年）
- 『お遊さま』（1951年）
- 『武蔵野夫人』（1951年）
- 『西鶴一代女』（1952年）
- 『雨月物語』（1953年）
- 『祇園囃子』（1953年）
- 『山椒大夫』（1954年）
- 『噂の女』（1954年）
- 『近松物語』（1954年）
- 『楊貴妃』（1955年）
- 『新・平家物語』（1955年）
- 『赤線地帯』（1956年）

その他監督作品
- 『京屋襟店』（1922年、田中栄三監督）
- 『アマチュア倶楽部』（1920年、栗原トーマス監督）
- 『生の輝き』（1919年、帰山教正監督）
- 『路上の霊魂』 （1921年、村田実監督）

## 資料提供
- 『キネマ旬報』 キネマ旬報社
- 『日本映画発達史』 田中純一郎著
- 『溝口健二というおのこ』 津村秀夫著
- 『溝口健二の人と芸術』 依田義賢著
- 『映画時代』、文藝春秋社
- 『現代日本映画人伝』 岸松雄著
- 『映画脚本 京屋襟店』 田中栄三著
- 『近代映画劇脚本選集』 聚芳閣版
- 『日活向島時代』田中栄三（『シナリオ』昭和30年1月号所載）
- 『溝口映画の女』 佐藤忠男
- 『地唄』 富崎富美代
- 永島一郎コレクション
- 依田義賢コレクション
- 酒井辰雄コレクション
- 松竹株式会社
- 大映映画株式会社
- 東京国立近代美術館フィルムセンター
- ビクターレコード

## ビブリオグラフィ
- 『ある映画監督の生涯 - 溝口健二の記録』、新藤兼人、映人社、1975年